# 8-as főút (Magyarország)

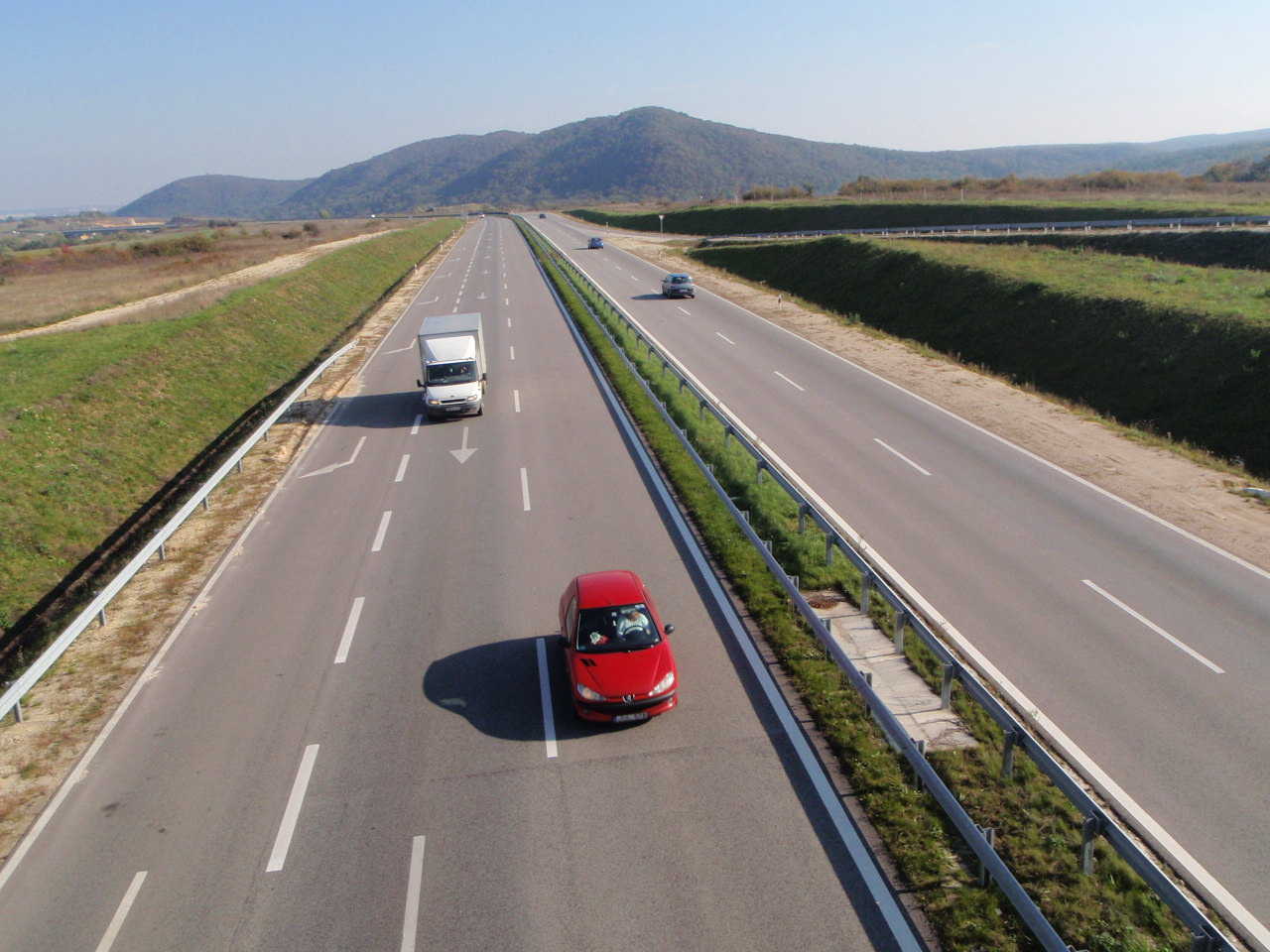
A főút Márkót elkerülő szakasza.

A 8-as számú főút Magyarország nyolc, egyszámjegyű főútvonalának egyike. Az egyetlen amely nem a fővárosban kezdődik: kiindulópontja Fejér vármegye székhelye, a Közép-Dunántúl központja, Székesfehérvár, végpontja az osztrák határ a Vas vármegyei Szentgotthárdnál. A körülbelül 190 km hosszú. A 8-as út a Fortezza és Cegléd közötti E66-os európai út része, mely a magyar-osztrák határtól mintegy 80 km-re éri el Grazot, Ausztria második legnagyobb városát.

## Fekvése
Kelet-nyugati irányban szeli át a Dunántúl középső részét és a Nyugat-Dunántúlhoz tartozó Vas vármegyét.

### Érintett települések
- Székesfehérvár
- Csór
- Várpalota
- Öskü
- Hajmáskér
- Sóly
- Veszprém
- Márkó
- Bánd
- Herend
- Városlőd
- Kislőd
- Ajka (Bakonygyepes)
- Devecser
- Borszörcsök
- Somlóvásárhely
- Somlójenő
- Tüskevár
- Apácatorna
- Kisberzseny
- Karakó
- Jánosháza
- Duka
- Vashosszúfalu
- Bögöte
- Hosszúpereszteg
- Szemenye
- Kám
- Alsóújlak
- Vasvár
- Rábahídvég
- Egyházashollós
- Molnaszecsőd
- Magyarszecsőd
- Körmend
- Kemestaródfa
- Csákánydoroszló
- Gasztony
- Rátót
- Vasszentmihály
- Rönök
- Szentgotthárd (Rábafüzes).

## Története
A második világháború kitöréséig a hazai úthálózat fejlesztésének keretében utolsóként készült el – Vasszentmihály és Rábafüzes közötti szakaszának kivételével új nyomvonalon – a Székesfehérvártól a 7-es főútból kiinduló 8-as számú, Veszprémen, Jánosházán, Körmenden és Szentgotthárdon át Graz irányába, az országhatárig vezető főútvonal. Az út építését 1936-ban Vásárhelyi Boldizsár felügyelte.
A 8-as főút építése 1936-38 között, az új vasbeton hidak építése szempontjából országosan is korszakos jelentőségű volt: két vasbeton ívhíd épült ezen az útvonalon – Veszprémben és Városlődnél, továbbá hat másmilyen kivitelű, vasút felett átvezető híd, melyek közül szinte mindnek az építése valamilyen szempontból különleges volt. Ilyen hidak épültek akkor Öskünél, Városlődnél, Tüskevárnál, és az út más szakaszain.
Érdekesség, hogy a Rátót község területén 1937-ben megépült vasúti felüljáró 2014-ig eredeti formájában állt, a hajdani kialakítása miatt 60 km/órás sebességkorlátozás mellett. A felüljáró átépítése és szélesítése 2014-ben kezdődött meg.
A tervek szerint 2016 végéig korszerűsítik a Székesfehérvár és Herend közötti 42 kilométer hosszú szakaszt irányonként két forgalmi sávosra, fizikai elválasztással. 2015. október 2-án átadták a Márkó-Herend közötti 5,3 kilométer hosszú, 2x2 sávos szakaszt. A beruházás során két különszintű csomópont épült Bánd-Herend, valamint Szentgál-Herend között, valamint egy gyalogos aluljáró Bándnál. Átépült a Bándi-patak és a Séd-patak feletti híd, Herend közelében pedig egy kétoldali műszaki leállóhely létesült buszmegállóval. Bánd és Herend lakott területeinek zajvédelme érdekében 2,5 kilométer hosszan zajárnyékoló falat alakítottak ki. 2016. július 18-án átadták a Székesfehérvárt elkerülő, 7 kilométer hosszú, 2x2 sávos szakaszt. Itt a régi nyomvonalat az Új Csóri út-Szárazrét-7-es főút M7-es autópálya-Centrum-7-es főút Budapest körforgalomig 801-es főútnak nevezték el, utána pedig 7-es főút maradt. 2018. március 9-én átadták a Várpalotát elkerülő, közel 10 kilométer hosszú 2x2 sávos utat, így tehermentesült Várpalota; a városon átvezető szakasz ezt követően a 7204-es út részévé sorolták át.

## Jelenlegi helyzete

### A Fejér és Veszprém vármegyei szakaszai
A 8-as főút első szakasza az M7-es autópályától indul és a 110+650-es kilométerszelvényig, Veszprém vármegye és Vas vármegye határáig tart. A mintegy 111 kilométer hosszúságú útszakasz hegy-, illetve dombvidéki terepen halad, vonalvezetése és keresztmetszeti kialakítása változatos. A főút műszaki paraméterei külterületen 80 és 110 km/h közötti sebességű haladást tesznek lehetővé. A burkolat szélessége a 2x1 sávos szakaszokon 7,5-8,0 méter, a koronaszélesség általában 11,0-12,0 méter. A keresztmetszeti kialakítás mintegy 33 kilométernyi hosszban azonban kedvezőtlenebb, ezeken a helyeken a burkolat szélessége 7,0 méter, a koronaszélesség pedig 9,0-10,0 méter körül alakul.
A főút egy része 2x1 forgalmi sávos, de Herendig tartó szakaszát 2x2 forgalmi sávossá fejlesztették a veszprémi elkerülő kivételével. Egyedül Várpalotán haladt lakott területen, egészen 2018. március 10-ig, amikor átadták a várpalotai elkerülő szakaszt is. A főút Várpalotától Veszprémig tartó szakasza a legterheltebb forgalmi szempontból. A Várpalota és a 72-es főút közötti szakasz jelenleg autóútként üzemel, itt tilos a gyalogosforgalom.
A Veszprém körüli körgyűrű és a városba érkező 8-as főút keleti, bejárati csomópontja különszintű kivitelben épült meg. Az idáig nagyjából nyugati irányba haladó főút a csomópont után dél felé fordul, és félkörben kerüli el Veszprém városát, míg észak felé a Győrbe vezető 82-es főút ágazik ki. Az 1980-as években épült elkerülő szakasz tehermentesítette Veszprém belvárosát, valamint a veszprémi viaduktot. Az átvezető szakasz (amelyhez a viadukt is tartozik) a 831-es számot viselte.[forrás?] Az elkerülő szakaszon három jelzőlámpás csomópont található: egy a Balatonalmádi felől érkező 7217-es jelű útnál, egy a Csopak felé vezető 73-as főútnál és egy a Tapolca felé kiágazó 77-es főútnál is.
Veszprémet elhagyva a főút újra nyugati irányba halad a vármegyehatárig. A főút Veszprém vármegyei részében csak két településen, Bakonygyepesen és Tüskeváron találhatóak rövid átkelési szakaszok, a többi települést a főút elkerüli. Néhány esetben, például Herend és Devecser esetében a főút a beépített terület szélén halad el. A 2007-2009 között épült Márkót elkerülő szakasz és egy 278 méter hosszú völgyhíd átadásával újabb 4088 méterrel nőtt a 2x2 sávos útszakaszok hossza. A Márkót elkerülő szakasz feltehetően a majdani M8-as autópályához fog tartozni, ha ez megtörténik, a településen áthaladó régi nyomvonal visszakaphatja a 8-as számozást. Városlődöt ugyancsak elkerüli, itt a 83-as főút ágazik ki belőle Pápa-Győr felé.

### A Vas vármegyei szakasz

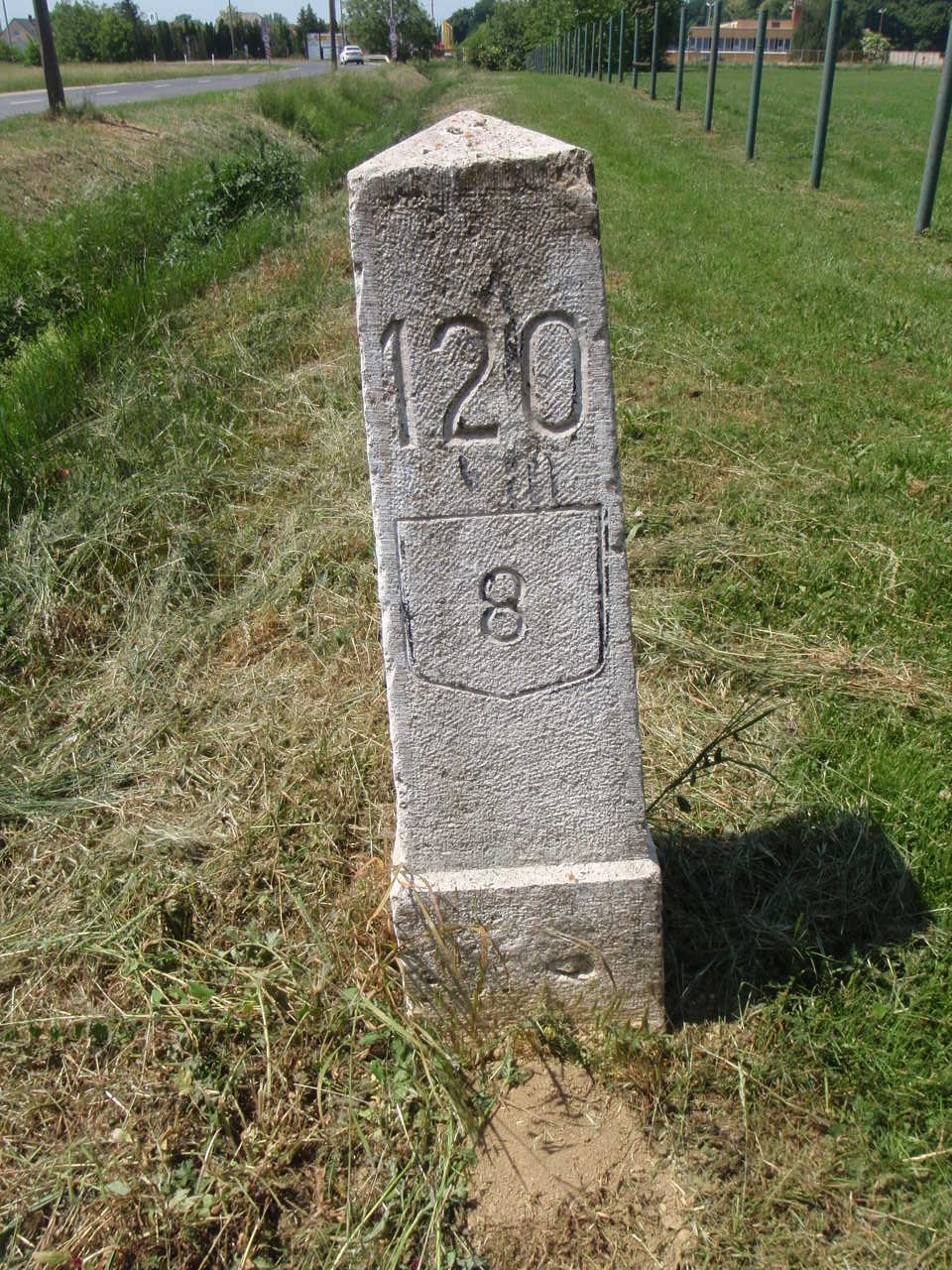
A 8-as főút egykori 120-as kilométerköve, ma Sárváron áll az iparterületen, a 8446-os út mellett

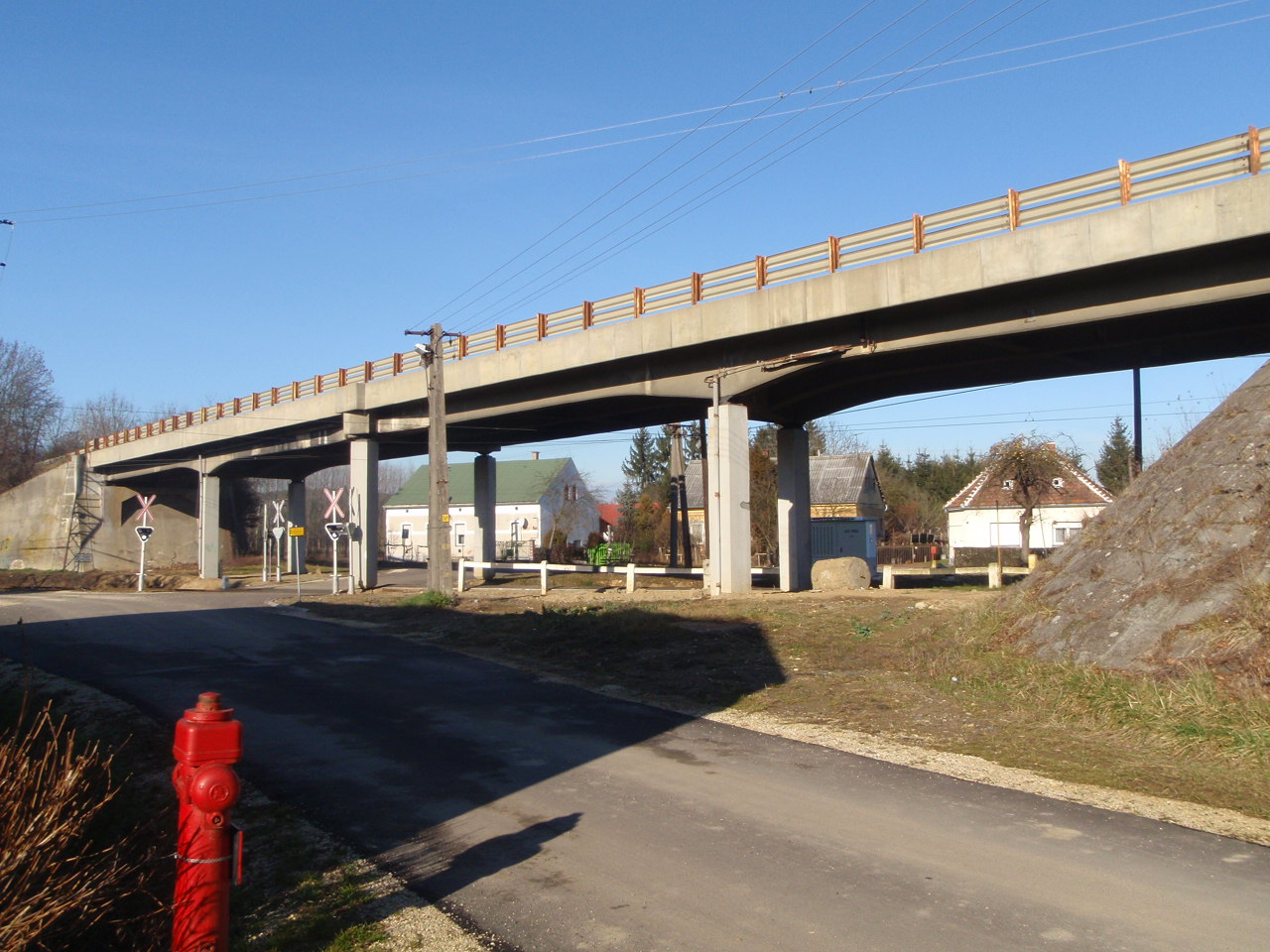
A főút rátóti felüljárója, eredeti szerkezetében, átépítés előtt 1937-ből

A 8-as főút Vas vármegyei szakasza megközelítőleg 80 kilométer hosszú, a 110+605-ös kilométerszelvénytől, Veszprém vármegye határától a 190+583-as kilométerszelvényig, az országhatárig tart. A főút második szakasza alapvetően kelet-nyugati irányú, a Rába folyóig dombvidéki tájon halad, majd a folyó völgyében fut. A főút jellemzően 2x1 forgalmi sávos, kapaszkodósáv Kám és Szemenye, valamint Hosszúpereszteg közelében épült. Körmenden, illetve Gasztony térségében egy-egy rövid szakaszt fejlesztettek 2x2 forgalmi sávossá. Kámon ágazik ki belőle Kőszeg felé a 87-es út.
A főút Vasvár és Körmend mellett több kisebb település belterületét is keresztülszeli. A főút második, 80 kilométer hosszú szakaszán összesen 13 átkelési szakasz van, illetve négy település határát érinti. Vasváron a főút nem érinti közvetlenül a belvárost, ott a Szombathely–Nagykanizsa-vasútvonalat különszintben keresztezve, a vasútállomás előtt halad el; a központba a 7441-es úton, illetve a Nagykanizsára vezető 74-es úton lehet bejutni. Körmenden a főút 4–5 kilométernyi hosszban közvetlenül a belvároson halad át, a 86-os főúttól a határ felé 2x2 sávos kiépítéssel. A kisebb települések átkelési szakaszai általában szűkek, a beépítettség sűrű, így gyakran baleseti gócpontok.
Az út paraméterei külterületen 80 és 110 km/h közötti sebességű haladást tesznek lehetővé. A burkolat szélessége a 2x1 sávos szakaszokon 7,0-8,0 méter, a koronaszélesség általában 11,0-12,0 méter.
A főút második szakaszán más főutak és alsóbbrendű utak csomópontjai szintbeliek.. A körforgalmú csomópontok, például a 84-es és 86-os főutak körforgalmai mellett, Körmend belterületén több helyütt, Rábafüzesen pedig egy helyen jelzőlámpás csomópont található.
A főút ezen a szakaszán három esetben keresztez vasútvonalat, melyek közül egyedül a Jánosháza térségében található keresztezés szintbeli kialakítású. A kisebb vízfolyások műtárgyai mellett, egy jelentősebb műtárgy van a szakaszon, a Rába folyó hídja Rábahídvégnél.